# Antoni Piechniczek
Antoni Krzysztof Piechniczek (ur. 3 maja 1942 w Chorzowie) – polski piłkarz, trener piłkarski, szkoleniowiec reprezentacji Polski, senator VII kadencji, od 2008 do 2012 wiceprezes zarządu PZPN.

## Życiorys

### Rodzina i kariera zawodnicza
Syn Emila Piechniczka i Magdaleny z domu Marczok. Jego ojciec pochodził z Raciborza, pod koniec II wojny światowej jako Ślązak został przymusowo wcielony do Wehrmachtu, później dostał się do niewoli radzieckiej, z której nie wrócił. Został uznany za zmarłego z dniem 9 maja 1945 w sowieckim łagrze w Witebsku.
Antoni Piechniczek karierę piłkarską zaczynał w Zrywie Chorzów, następnie grał w klubach Naprzód Lipiny (1960–1961), Legia Warszawa (1961–1965), Ruch Chorzów (1965–1972) i francuskim Chateauroux (1972–1973). W 1964 zdobył z Legią Warszawa Puchar Polski, a w 1968 mistrzostwo Polski z Ruchem Chorzów. Rozegrał trzy mecze w reprezentacji Polski (1967–1969). Grał w pomocy i na prawej obronie. Ukończył studia w Akademii Wychowania Fizycznego w Warszawie.

### Trener i selekcjoner
W 1972 był kandydatem na szkoleniowca Stali Stalowa Wola, nie doszedł jednak do porozumienia z klubem po tym, jak zaproponowano mu poprowadzenie zespołu wspólnie z Jerzym Kopą. Pierwszym klubem w karierze trenerskiej był BKS Bielsko-Biała, jego trenerem został w sierpniu 1973. Początkowo mieszkał w Chorzowie, następnie przeprowadził się do Bielska-Białej. W pierwszym sezonie jego drużyna przegrała walkę o awans z Piastem Gliwice. W sezonie 1974/1975 zajął z drużyną piąte miejsce. Jego bilans jako trenera klubu BKS Stal Bielsko-Biała wyniósł 26 zwycięstw, 20 remisów i 14 porażek. Został następnie szkoleniowcem Odry Opole; w sezonie 1975/1976 wygrał z tym klubem II ligę. W pierwszym spotkaniu I ligi jego zespół pokonał drużynę Legii Warszawa 4:1. W sierpniu 1979 został szefem wyszkolenia Okręgowego Związku Piłki Nożnej w Katowicach. Prowadził też drużyny Ruchu Chorzów i Górnika Zabrze, pracował także w klubach zagranicznych z Kataru i Zjednoczonych Emiratów Arabskich. Prowadził też tunezyjską drużynę Espérance Tunis. W 1987 zdobył mistrzostwo Polski z Górnikiem Zabrze.
Pod koniec grudnia 1980 został powołany na stanowisko trenera i selekcjonera reprezentacji Polski; obowiązki objął 5 stycznia 1981. Zadebiutował 25 marca 1981 w przegranym 2:0 meczu z reprezentacją Rumunii. Ostatecznie uzyskał awans na mistrzostwa świata w Hiszpanii w 1982. W spotkaniu półfinałowym jego zespół przegrał z Włochami 0:2. W meczu o trzecie miejsce Polacy pokonali reprezentację Francji 3:2. Prowadzona przez niego drużyna wywalczyła również awans na mistrzostwa świata w Meksyku w 1986. Na turnieju reprezentacja przegrała w 1/8 finału. Antoni Piechniczek złożył rezygnację w czerwcu 1986. Ponownie objął funkcję selekcjonera reprezentacji w maju 1996. Nie udało mu się doprowadzić zespołu do awansu na mistrzostwa świata we Francji w 1998. Podał się do dymisji 7 czerwca 1997. Pracował również jako selekcjoner reprezentacji Tunezji (brał z nią udział w Letnich Igrzyskach Olimpijskich w Seulu w 1988) oraz Zjednoczonych Emiratów Arabskich.

### Działalność zawodowa i polityczna
Długoletni działacz Polskiego Związku Piłki Nożnej. W 2004 został członkiem zarządu i wiceprezesem do spraw szkolenia. W latach 2008–2012 pełnił funkcję wiceprezesa PZPN. Zasiadał również w radzie rady nadzorczej Odry Wodzisław Śląski. Został też wykładowcą Akademii Wychowania Fizycznego w Katowicach.
W 2002 został wybrany z listy Unii Samorządowej (związanej z Unią Wolności) do sejmiku śląskiego. Pełnił funkcję wiceprzewodniczącego sejmiku. Otwierał listę kandydatów Partii Demokratycznej – demokraci.pl do Sejmu w okręgu katowickim w wyborach w 2005. W grudniu tego samego roku przystąpił w sejmiku do klubu radnych Platformy Obywatelskiej. Z jej listy w 2006 ponownie został radnym województwa. W wyborach parlamentarnych w 2007 z ramienia PO uzyskał mandat senatorski w okręgu katowickim, otrzymując 207 243 głosy. W 2011 nie ubiegał się o reelekcję. W eurowyborach w 2014 poparł Polskę Razem.

## Osiągnięcia sportowe
Jako piłkarz

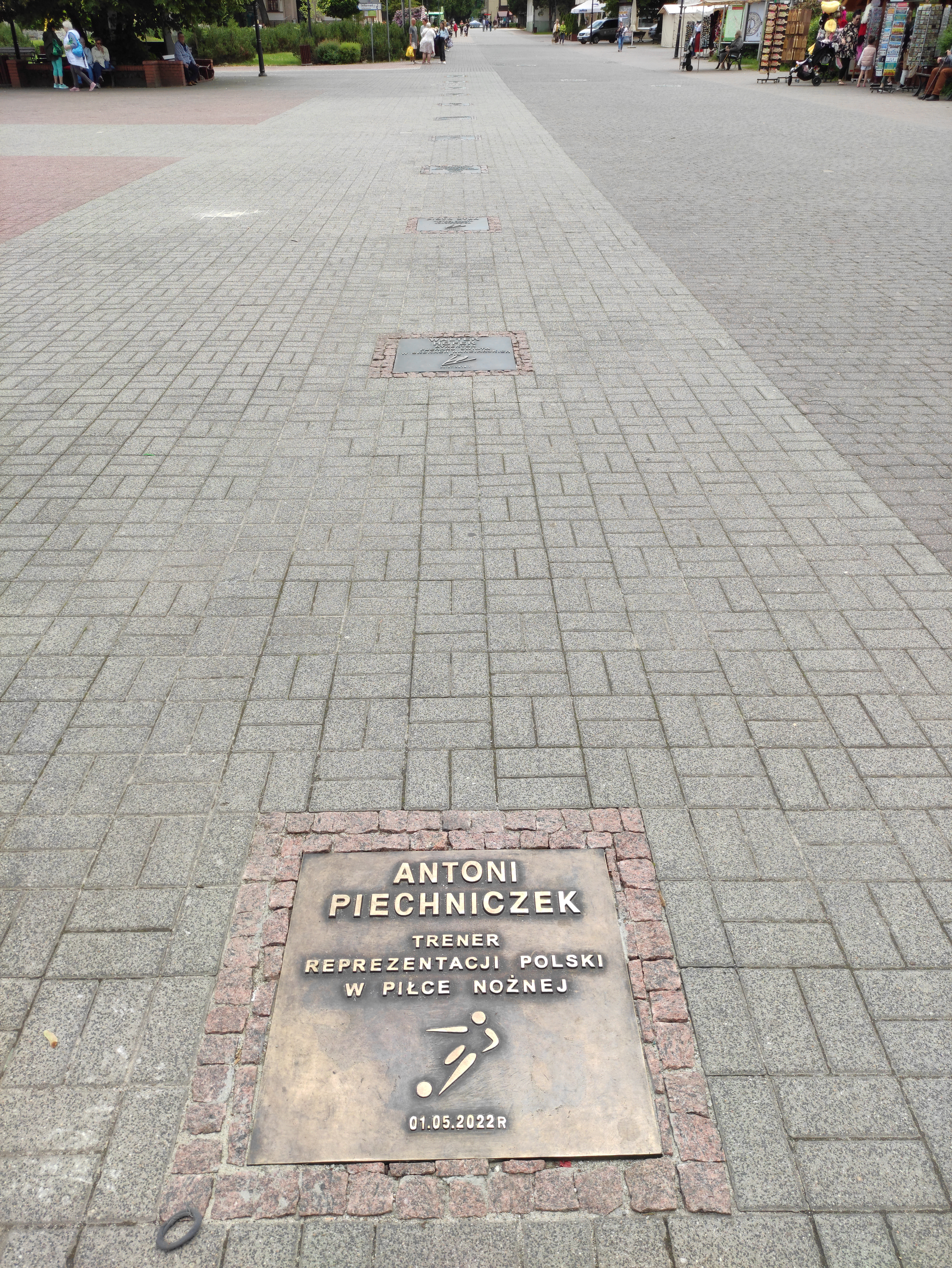
Tablica w Alei Gwiazd Sportu w Wiśle

- Mistrz Polski: 1968 z Ruchem Chorzów
- Puchar Polski: 1964 z Legią Warszawa

Jako trener
- Mistrz Polski: 1987 z Górnikiem Zabrze
- Puchar Ligi Polskiej: 1977 z Odrą Opole
- III miejsce na Mistrzostwach Świata w Piłce Nożnej 1982 z reprezentacją Polski

## Odznaczenia i wyróżnienia
- Krzyż Oficerski Orderu Odrodzenia Polski (1999)[15]
- Krzyż Kawalerski Orderu Odrodzenia Polski (1982)
- Tytuł „Trenera Roku” przyznawany przez czasopismo „Piłka Nożna” (1978)
- Medal Kalos Kagathos (2017)[16]
- Tytuł honorowego obywatela Opola (2018)[17] i Chorzowa (2019)[18]
- Tytuł doktora honoris causa Akademii Wychowania Fizycznego im. Jerzego Kukuczki w Katowicach (2021)[19]
- Tablica w Alei Gwiazd Sportu w Wiśle (2022)[20]